# Adoxia benallae
Adoxia benallae es un coleóptero de la familia Chrysomelidae. Fue descrita científicamente por primera vez en 1891 por Blackburn.